# Тодор Бакларов
Тодор Михалчев Бакларов с творчески псевдоним Тодор Селяков е български анархист, лекар по професия, педагог и политически емигрант във Франция.

## Биография
Тодор Бакларов е роден на 20 април 1899 г. в малкото турско градче Ески Фочи, където баща му Михаил Бакларов се преселва от село Родопи и отваря своя шивашка работилница. Тодор учи в гръцко училище до дванадесет годишна възраст, научава новогръцки, а благодарение на приятелството си с турски деца, научава и турски език.
Още от ранна възраст Михалчев следва идеите на анархизма, става вегетарианец и усвоява международния език есперанто. Доброволно се отказва от учителското поприще и става земеделец и миньор, пише множество статии за анархистически и социалистически вестници и участва в многобройни дискусии в рамките на българското анархическо движение.
През 1911 г. родителите му се установяват в село Габарево. След като завършва училище, през есента на 1915 г., Тодор постъпва в педагогическата гимназия в Казанлък, където става привърженик на анархистическите идеи. По време на Първата световна война е призован в действащата армия. По време на примирието продължава образованието си. Опитът от участие във военните действия трайно го отклонява от войната и когато през 1920 г. отново е призован да отбива военната си служба, той отказва и преминава в нелегалност, присъединявайки се към анархо-терористите от онова време.
Четири години прекарва като нелегален. Въпреки това той е заловен, арестуван и впоследствие хвърлен в затвора за четиринадесет години. Бяга от там и отново заживява нелегално. Вече като свободен човек той чете много, обогатява знанията си, активно участва в пропагандата. Пише голям брой отлични статии, много от които на синдикална тематика са събрани в цял сборник и по-късно издадени като отделна книга. Неговата еволюция към пацифизма започва през 1924 г. При преследване, бягайки от полицията, той скача от влака, но пада зле и губи едното си око. По-късно в чужбина той претърпява успешна операция и белегът около окото му е отстранен.
През 1924 г. Тодор Бакларов емигрира във Франция. Там той работи върху публикации и съзнателно поема най-трудната работа. Занимава се със самообразование, интензивно изучава френски език. Решавайки, че е добре подготвен, той заминава за Англия, за да научи езика и на тази страна. Там се установява в селскостопанската комуна „Белия път“, получава парцел за индивидуално земеделие. Отглежда зеленчуци и води скромен живот. След като изучава добре английски език, Бакларов се премества в Германия, в която по това време нацистите извършват подготовка за Втората световна война. По това време работи като фотограф и преводач. Понеже по това време в Германия има много български работници, преводаческата дейност го превръща в нещо като неофициален български консул. Със завидна упоритост изучава различни европейски езици. В резултат на това Бакларов става полиглот в областта на езиците на славянската, латинската и романската езикови групи. Там получава титлата доктор по философия. Оттогава той е д-р Михалчев и под това име става световноизвестен пацифист. След Втората световна война става редактор на списанието на международната организация на борците срещу войната. В Германия той създава цял клон на организацията, който бързо се разраства. Бакларов пише много статии, публикува трудове на немски и английски език. Около него в Хамбург се формира известен културен център със световно значение. Преди войната той често пътува до европейските страни, предимно на велосипед за да изучава бита и живота на хората. По време на войната той помага на пленени руснаци и спасява две момичета, отвлечени от германците от Украйна, като им дава подслон. След дълги странствания в чужбина Тодор Бакларов се завръща в България. Построява къща в село Габарево, която в изпълнение на завещанието му е превърната в детска градина
През 1935 година той защитава докторската си дисертация на тема Уилям Годуин и неговия принос за крайно радикалните, либерално ориентирани политически доктрини. Заедно със свои професори, Михалчев се опитва да помогне на хора, застрашени от расизма на националсоциалистите. Непосредствено след края на войната в 1945 година той възстановява немската секция на Интернационала на борците против войната (War Resisters’ International) (ИБВ), на която е председател от 1947 до 1956 и генерален секретар от 1956 до 1966. В продължение на двадесет години издава списанието „Преглед на мира“ („Friedensrundschau“), пише многобройни статии, книги и брошури по темите отказ от военна служба, ненасилие, антимилитаризъм, мир, свобода, демокрация, човешко достойнство, разбирателство между народите и др. Гледа на себе си като на скептик в смисъла на Сократ – като на човек, който никога не ще може да узнае „абсолютната истина“. Живее като независим индивидуалист и гражданин на света, без да подаде молба за немско гражданство и без да плаща данъци на немската държава, за да не подкрепя милитаризма и военщината. Последните четиридесет години от живота си той прекарва в Германия, където с цялата си енергия се посвещава на движението за мир